# Xiao Yuncong

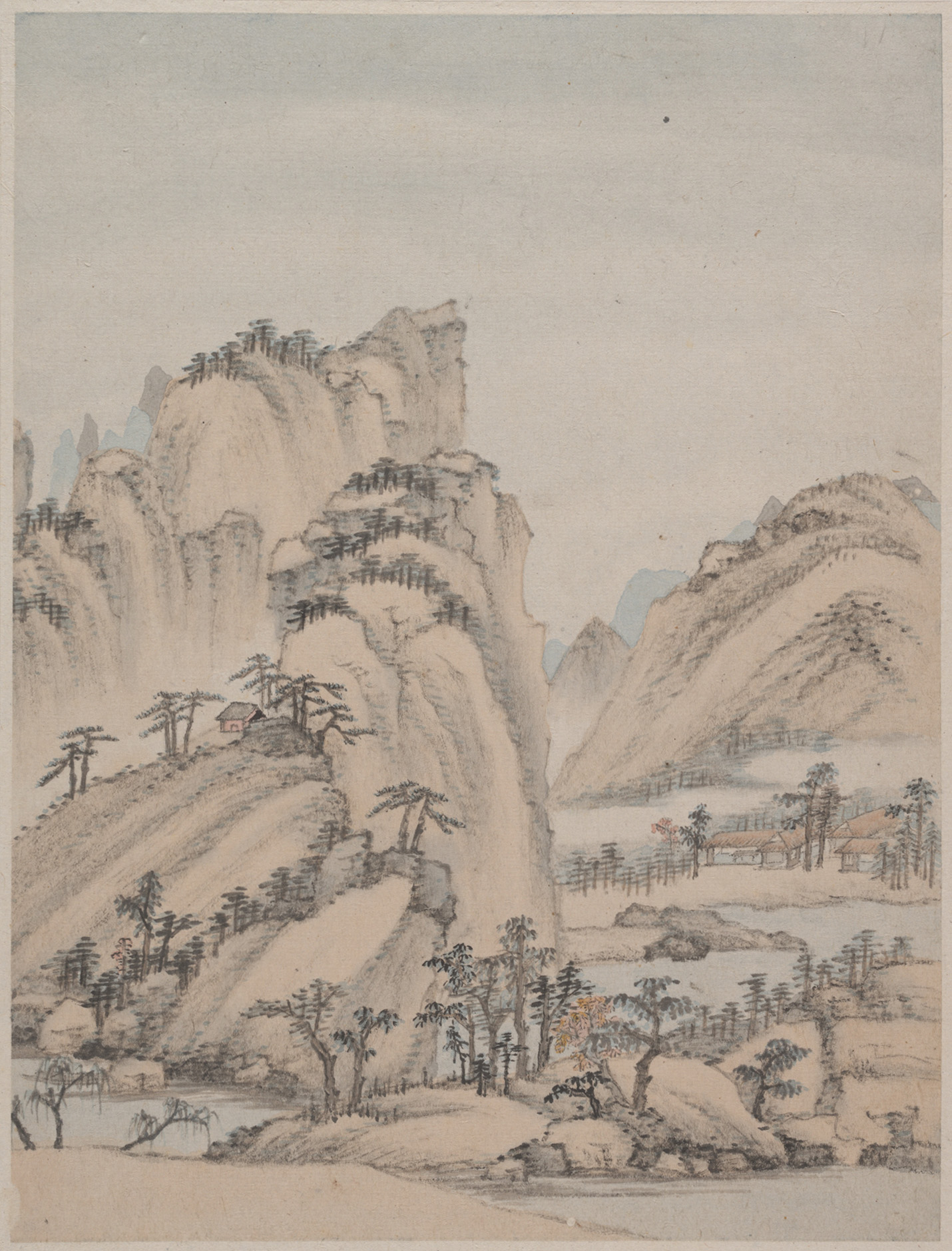
Albumblad uit een serie van acht (1668), gewassen inkt en kleur op papier, collectie Metropolitan Museum of Art

Xiao Yuncong (traditioneel Chinees: 蕭雲從; 1596–1673) was een Chinees kunstschilder, kalligraaf en dichter uit de late Ming-periode en vroege Qing-periode. Zijn omgangsnaam was Chimu (尺木) en zijn artistieke naam Wumen Daoren (无闷道人). Later in zijn leven gebruikte hij ook de artistieke namen Zhongshan Laoren (中山老人) en Anhui Wuhuren (安徽芜湖人).
Xiao was een inwoner van Wuhu, in de provincie Anhui. Hij wordt soms gerekend tot de Vier Meesters van Anhui. Net als de veel andere literati in deze regio bleef Xiao zijn hele leven een Ming-loyalist.
Xiao schilderde voornamelijk shan shui-landschappen. In tegenstelling tot de meeste Chinese landschapsschilders verwerkte hij geen invloeden van eerdere meesters in zijn schilderstijl. Xiao gebruikte droge, draaiende penseelstreken die hij met kracht op het doek aanbracht. Veel van zijn landschappen vertonen massieve bergen in geometrische formaties. Als tegenwicht voor deze abstractie gebruikte Xiao heldere kleuren en schilderde hij veel vegetatie en tekenen van menselijk leven.
- Gemeinsame Normdatei: 122239911
- International Standard Name Identifier: 0000 0000 6322 7211
- Library of Congress Control Number: n78093953
- Nationale Bibliotheek van Israël: 987007598953105171
- Nederlandse Thesaurus van Auteursnamen: 142798959
- Système universitaire de documentation: 088770338
- Trove: 1313082
- Union List of Artist Names: 500328335
- Virtual International Authority File: 40255480
- WorldCat: E39PBJpVbQDCTFhRR3TQKv9FKd